# バサリ地方
バサリ地方（バサリちほう、Pays Bassari）は、セネガルの内陸部ケドゥグ県内の地名である。国土の中ではほぼ南東端に当たり、ギニア共和国やマリ共和国の国境にも近いこの地方は、バサリ人、フラ人（プル人）、ベディク人らが伝統的な生活を守って暮らしており、自然環境と密接に結びついて形成された生産活動や祭礼に基づく文化的景観群が、2012年にUNESCOの世界遺産リストに登録された。

## 地理
セネガルは国土のほとんどが標高差のない平坦な地形である。しかし、バサリ地方はセネガルの内陸部で、セネガル川、ニジェール川、ガンビア川の水源となっているフータ・ジャロン山系北麓の丘陵地にある。そのため、山岳地帯の標高は350mから500m、平原も海抜100mから200mの高さである。

## 文化
バサリ人が暮らすサレマタ地区は、棚田などでの米の生産を中心にした生活が営まれているが、森林も豊かで、開墾地は全体の10%にすぎない。伝統的には高台に村落を築くことが普通だったが、現在は平地に村落が形成されるようになっている。しかし、高台の伝統的な村落も、祭礼の場としての機能は失っていない。なお、バサリ人という呼称はフラ人のつけたもので、彼ら自身はブリヤン人 (Beliyans) と自称する。現在バサリ地方に暮らす諸民族の中で最初に定住した民族のひとつと考えられている。バサリは年齢ごとに形成されたグループが重要で、労働の割り当てや仮面をつけた祭りなどに関連する。
ベディク人の伝統的な村落は勾配を急にした草葺きの屋根に特徴付けられるものであった。こちらも実際に暮らす村落は伝統的なそれと異なっているが、やはり旧村落は伝統的な祭礼の場としての意義を保ち続けている。
伝統的な世界観に基づく独自の宗教観を保っているバサリ人やベディク人と異なり、11世紀にこの地に移住を始めたフラ人は半農半牧のムスリムであり、村落の中心にモスクがおかれるなど、他の村落とは趣きが異なっている。

## 世界遺産
バサリ地方が、セネガルの世界遺産の暫定リストに記載されたのは、2005年11月18日のことであった。その時点の名称は「バサリ地方 : バサリ、ベディク、コニアギ、バペンの文化的伝統群」(Le Pays Bassari : traditions culturelles bassari, bedik, koniagui, bapen) だった。
バサリ人のサレマタ地区 (Salémata area)、フラ人のダンデフェロ地区 (Dindéfello area)、ベディク人のバンダファシ地区 (Bandafssi area) を対象として、2011年1月27日に正式推薦された。これを受けて、世界遺産委員会の諮問機関である国際記念物遺跡会議 (ICOMOS) の現地調査が、2011年9月25日から10月6日に行われた。翌年3月にICOMOSが世界遺産委員会に示した勧告は「情報照会」だった。ICOMOSはバサリ地方が世界遺産としての顕著な普遍的価値を持っていることを認めつつも、管理計画などに不備があるとして、そのような勧告を出したのである。
しかし、その年の第36回世界遺産委員会では、管理面での不備から「登録」勧告を得られなかった各国の推薦資産が、勧告の公表から委員会開催までに状況を改善して、委員会審議で正式登録を認められた事例が多く見られた。セネガルが推薦したバサリ地方も、逆転で世界遺産リストへの正式登録が認められた。セネガルにとっては、前年のサルーム・デルタ登録に続く7件目の世界遺産である。

### 登録範囲

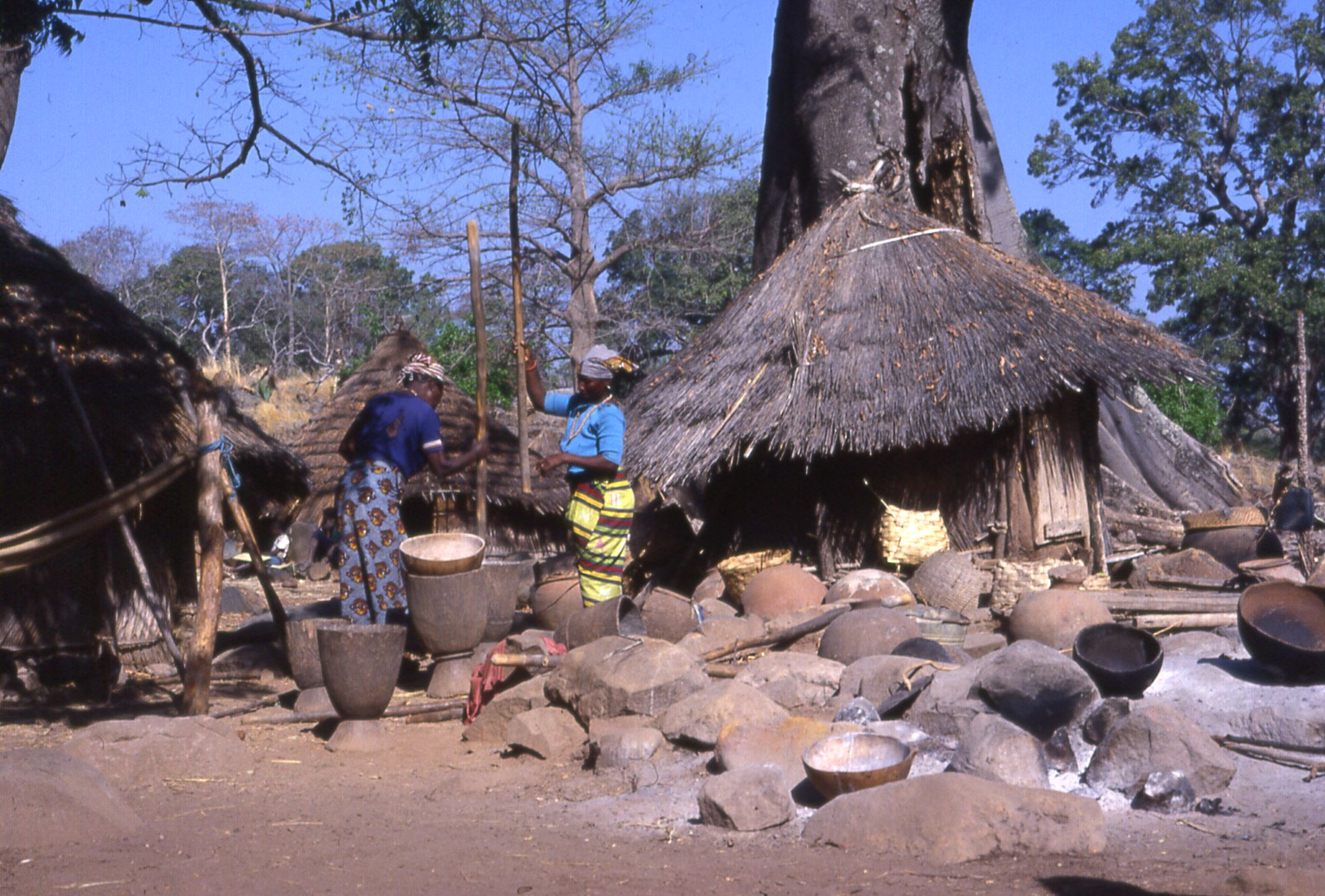
ベディク人が暮らすバンダファシの村落

登録範囲は以下の3地区である。
- サレマタ地区
バサリ人が暮らす約20の村落が残り、総面積は242km2である。緩衝地域として1634km2が設定されている。
- ダンデフェロ地区
フラ人が暮らす5つの村落を対象とする総面積79km2の地区で、周辺に緩衝地域116km2が設定されている。
- バンダファシ地区
ベディク人の9村落を含む総面積181km2の地区で、周囲に設定された緩衝地域は657km2である。

### 登録基準
この世界遺産は世界遺産登録基準のうち、以下の条件を満たし、登録された（以下の基準は世界遺産センター公表の登録基準からの翻訳、引用である）。
- (3) 現存するまたは消滅した文化的伝統または文明の、唯一のまたは少なくとも稀な証拠。
セネガル当局は、バサリ地方には資源の限られた自然環境とうまく共生した農業生産や通過儀礼、宗教儀式などの存続が危ぶまれている伝統が、いまも人々の生活の中に息づいていることから、この基準を適用できるとした。ICOMOS はそれを認めたうえで、バサリ人のオニヤン語（英語版）やベディク人のメニク語（英語版）などが、UNESCOの『危機にさらされている言語の世界地図』 (the UNESCO Atlas of the World's languages in danger) に挙げられていることも指摘した。[10]

- (5) ある文化（または複数の文化）を代表する伝統的集落、あるいは陸上ないし海上利用の際立った例。もしくは特に不可逆的な変化の中で存続が危ぶまれている人と環境の関わりあいの際立った例。
この基準は、バサリ地方に広がる文化的景観が、資源の限られた自然との共生の知恵の成果であることに対して適用された[10]。

- (6) 顕著で普遍的な意義を有する出来事、現存する伝統、思想、信仰または芸術的、文学的作品と直接にまたは明白に関連するもの（この基準は他の基準と組み合わせて用いるのが望ましいと世界遺産委員会は考えている）。
この基準はバサリ地方の文化的景観群が生み出された背景には、自然環境やそれが生み出す資源についての独特の世界観があり、その概念によって彼らの生活を支える規範や実践が生み出され、それらを担うための通過儀礼が整備されたことなどに対して適用された[10]。

### 登録名
世界遺産としての正式登録名は、Bassari Country : Bassari, Fula and Bedik Cultural Landscapes （英語）、Pays Bassari : Paysages Culturels Bassari, Peul et Bédik （フランス語）である。その日本語訳は以下のように、資料によって若干の揺れがある。
- バサリ地方 : バサリ族、フラ族、ベディック族の文化的景観（日本ユネスコ協会連盟）[11]
- バッサーリ地方 : バッサーリ族とフラ族、ベディク族の文化的景観（世界遺産アカデミー）[12]
- バサリ地方 : バサリ族、フラ族、それにベディク族の文化的景観群（古田陽久 古田真美）[13]
- バサリ地方 : バサリ、フラ、ベディクの文化的景観[14]
- バサリ地方 : バサリ、フラ、ベディックの文化的景観[15]
- バサリ地方 : バサリ族、フラ族、ベディ族の文化的景観（西和彦）[16]